# Bernard Hinault

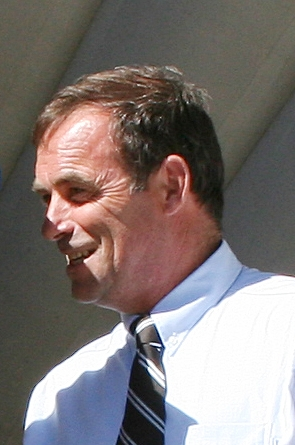

Bernard Hinault (14 de novembro de 1954, Yffiniac, Côtes-d'Armor) é um ex-ciclista profissional francês.
Entre 1978 e 1986 Hinault dominou o ciclismo mundial, com 216 vitórias entre os profissionais (144 hors critériums). Seu caráter pugnaz valeu-lhe desde o início da carreira o apelido de Petit blaireau (pequeno texugo), e mais tarde de Blaireau (em bretão "ar broc'h"), pois o texugo tem a fama de raramente soltar suas presas.

## Equipes sucessivas
- Gitane: 1977;
- Renault-Gitane: 1978-1983;
- La Vie Claire: 1984-1986.

Terminou sua carreira domingo, 9 de novembro de 1986, após um cyclo-cross organizado em Quessoy, perto de Yffiniac.
Sua autobiografia foi publicada sob o título "Hinault par Hinault" pelas Edições Jacob-Duvernet em junho de 2005.
Bernard Hinault recebeu a Légion d'honneur em 21 de janeiro de 1986.

## Carreira
- 5 Tour de France: 1978, 1979, 1981, 1982, 1985. (2e: 1984, 1986) (28 etapas vencidas; 78 dias em maillot jaune; Classificação por pontos 1979 (2° 1982; 3° 1978, 1981, 1986); Grande Prêmio da Montanha 1986 (2°: 1978, 1979, 1981); Prêmio da combatividade: 1984)
- 3 Giro d'Italia : 1980, 1982, 1985 (6 etapas vencidas)
- 2 Vuelta a España : 1978, 1983 (6 etapas vencidas)

### Tour de France
- Tour de France 1978: Vencedor da classificação geral e de 3 etapas, 3 dias em amarelo.
- Tour de France 1979: Vencedor da classificação geral e de 7 etapas, 17 dias de amarelo. Vencedor da camisola verde.
- Tour de France 1980: Abandono (13ª etapa) e vencedor de 2 etapas e do prólogo, 4 dias em amarelo.
- Tour de France 1981: Vencedor da classificação geral, de 4 etapas e do prólogo, 20 dias de amarelo.
- Tour de France 1982: Vencedor na classificação geral, e de 3 etapas e do prólogo, 12 dias de amarelo.
- Tour de France 1984: Segundo na classificação geral e vencedor do prólogo, 1 dia de amarelo.
- Tour de France 1985: Vencedor da classificação geral, de 1 etapa e do prólogo, 16 dias de amarelo.
- Tour de France 1986: Segundo na classificação geral e de 3 etapas, 5 dias de amarelo. Vencedor do maillot à pois.

### Outras competições
| - Campeonato do mundo de ciclismo em estrada: 1980 (3° 1981) - Campeonato da França ciclismo em estrada: 1978 (2° 1979, 1980) - Campeão da França de perseguição profissional: 1975, 1976 - Campeão da França de perseguição amador: 1974 - Campeão da França Juniores em estrada: 1972 - Campeão da Bretanha de perseguição amador: 1974 - Campeão da Bretanha do quilómetro amador: 1974 - Campeão da Bretanha Juniores em estrada: 1972 - Super-Prestige Pernod: 1979, 1980, 1981, 1982 (2°: 1978, 1984; 3°: 1977) - Challenge d'Or International: 1981, 1982 - Mendrisio d'Or: 1979, 1980 - Timone d'Or: 1980 - Superchallenge "El Ciclista": 1986 - Challenge "El Ciclista Internacional": 1985 - Challenge "El Mundo Deportivo": 1980 - Trophée AIJC: 1985 - Campeão dos campeões francês L'Équipe: 1978, 1979, 1980, 1981 - Prestige Pernod: 1976 a 1982 e 1984 (2e: 1983, 1985) - Challenge Sédis: 1978, 1979, 1980, 1981, 1982 - Challenge d'Or nacional: 1981, 1982 - Prix Deutsch da Meurthe: 1980 - Promotion Pernod (-25 anos): 1975 - Grand prix des Nations (1977, 1978, 1979, 1982, 1984) (1° dos amadores 1976) - Paris-Roubaix : 1981 - Liège-Bastogne-Liège : 1977, 1980 (2°: 1979) - Tour de Lombardie : 1979, 1984 (3°: 1978) - Flèche Wallonne : 1979, 1983 (3°: 1980) - Amstel Gold Race : 1981 - Dauphiné Libéré : 1977, 1979, 1980 (2°: 1984) (10 etapas ; Classificação por pontos: 1979; Grande Prêmio da Montanha: 1979, 1984) - Coors Classic: 1986 (Tour do Texas) - Critérium International: 1981 - Critérium National: 1978 (2e: 1979) - Critérium des As: 1982 (3e: 1979, 1984) - Trophée Baracchi: 1984 (com Moser) - Trophée Luis Puig: 1986 - Grand Prix Pino Cerami: 1983 - Paris-Camembert : 1976 - Schellenberg Runfahrt: 1976 - 4 Jours de Dunkerque: 1984 - Tour du Luxembourg : 1982 (2° 1979) (classificação por pontos: 1979) - Tour de Romandie : 1980 - Tour de Corse: 1982 (3e: 1981) - Tour d'Armorique: 1982 - Tour de l'Oise: 1979 - Tour du Limousin: 1976, 1977 - Tour de l'Aude: 1976 (3e: 1982) - Tour d'Indre-et-Loire: 1976 (2e : 1977) - Tour de Valence: 1986 - Circuit de la Sarthe: 1975, 1976 - Circuit de l’Aulne: 1978, 1979, 1981, 1985 - Circuit des Genêts Verts (Maël-Pestivien): 1978, 1980 - Circuit de l’Indre: 1979 - Ronde Finistérienne: 1981 - Ronde d’Aix en Provence: 1981 - Bol d’Or des Monédières: 1982 - PolyNormande: 1982 - Béssèges-Ales: 1982 - Grand Prix de « La Marseillaise » : 1982 (início da temporada) - Grand Prix de Chardonnay : 1976 - Prix de Brugg : 1976 - Prix de Wohlen : 1976 - Prix de Cléguerec : 1976 - Prix de Callac: 1977, 1978, 1979, 1982, 1984, 1986 - Prix d'Henon: 1977, 1979 - Prix de Camors: 1978 - Prix de Châteaulin: 1978, 1981, 1985 - Prix d'Hénon: 1978, 1979 - Prix Mael-Pestivien: 1978, 1980 - Prix de La Châtaigneraie: 1978 - Prix de Plessala: 1978, 1980, 1981 - Prix de Neufchatel-en-Bray: 1978 - Prix de Plancoët: 1978 (3e: 1980) - Prix de Lannion:1978, 1981 - Prix de Roanne: 1978 - Prix de Osny-Pontoise: 1978 | - Prix de Saint-Gilles Croix de Vie: 1978 - Prix de Ploerdut: 1979 (2e : 1978) - Prix de Monzeil: 1979 - Prix de Fontenay-le-Comte: 1979 - Prix de Saint-Macaire en Mauges: 1979 - Prix des Herbiers: 1979 - Prix de Concarneau: 1979 - Prix de Saint-Marie sur Mer: 1979 - Prix de Fougères: 1979, 1980 - Prix de Bourges: 1979 - Prix de Bain de Bretagne: 1980 - Prix de Landivisiau: 1980 - Prix de Changé: 1980 - Prix de Redon: 1980 - Prix de Plélan-le-Petit: 1980 - Prix de Braaschaat: 1980 - Prix de Palerme: 1981 - Prix de Saint-Claud: 1981 - Prix de Quimper: 1981 - Prix de Paris: 1981 - Prix de Lamballe: 1981, 1984, 1985 - Prix de Nogent-sur-Oise: 1981 - Prix de Josselin: 1981 - Prix de Toulouse: 1981, 1986 - Prix de Olivet: 1981 - Prix Saint-Claude: 1981 - Prix de Cluses: 1982 - Prix de Lorient: 1982 - Prix de Tulle: 1982 - Prix de Béssèges: 1982 - Prix de Calais: 1984, 1986 - Prix de Lamballe: 1984, 1985 - Prix de Tours: 1984 - Prix de Saint-Heerenhoek: 1984 - Prix de Joué-les-Tours: 1984 (2e: 1985) - Prix de Bussières: 1985 - Prix de Saussignac: 1985 - Prix de Pogny: 1986 - Prix d'Angers: 1986 (última vitória) - Critérium de Château-Chinon: 1981, 1986 - Critérium de Saint-Etienne: 1986 - Triomphe Breton (amat.): 1974 - Grand Elan Breton (contra-relógio juniores): 1972 - Finale régionale du Premier Pas Dunlop Juniors: 1972 - Cyclo-cross du Creusot: 1978 - 2° do concurso do Champion des champions français para os 60 anos do jornal L'Équipe: 2006 (jornalistas e leitores) - 2° de Paris-Nice: 1978 (3°: 1984) - 2° de Paris-Bourges: 1975 - 2° do Tour Midi-Pyrénées: 1979 - 2° do Tour du Tarn: 1977 (3°: 1979) - 2° do A travers Lausanne: 1978 (3°: 1979) - 2° do Grand Prix d’Antibe: 1975 - 2° do Grand Prix d’Isbergues: 1975 - 2° da Vuelta a Campo Morvedre: 1985 - 2° da Route de France (amad.): 1974 - 2° do cyclo-cross de Villeneuve-les-Bordes: 1980 - 3° do Midi-Libre: 1976 - 3° de Paris-Bruxelles: 1977 - 3° da Route Nivernaise: 1977, 1980 - 3° do Grand Prix Eddy Merckx: 1981 - 3° do Grand Prix de Bertrange: 1981 - 3° do Circuit du Sud-Est: 1981 - 5° do campeonato da França de cyclocross: 1984 - 6° de Paris-Tours: 1979 - 7° de Milan-San Remo: 1979 - 11° do Tour des Flandres: 1978 |